# Balkanbremvlinder
De balkanbremvlinder (Colias caucasica) is een vlindersoort uit de familie van de Pieridae (witjes), onderfamilie Coliadinae.
Colias caucasica werd in 1871 beschreven door Staudinger.
In Europa komt de soort voor op de Balkan.